# Hosťovce
Hosťovce es un municipio del distrito de Košice-okolie en la región de Košice, Eslovaquia, con una población estimada a final del año 2024 de 218 habitantes.
Se encuentra ubicado en el centro de la región, en la cuenca hidrográfica del río Sajó (afluente derecho del Tisza) y cerca de la frontera con la región de Prešov y con Hungría.

## Demografía
| Año        | 1994 | 2004     | 2014    | 2024 |
| ---------- | ---- | -------- | ------- | ---- |
| Población  | 220  | 191      | 200     | 218  |
| Diferencia |      | −13,18 % | +4,71 % | +9 % |

| Año        | 2023 | 2024    |
| ---------- | ---- | ------- |
| Población  | 208  | 218     |
| Diferencia |      | +4,80 % |